# Bauhinia calliandroides
Bauhinia calliandroides är en ärtväxtart som beskrevs av Henry Hurd Rusby. Bauhinia calliandroides ingår i släktet Bauhinia och familjen ärtväxter. Inga underarter finns listade i Catalogue of Life.